# Stuck in the Suburbs
Stuck in the Suburbs (bra: Presas no Subúrbio) é um telefilme estadunidense original do Disney Channel lançado em 2004, do gênero comédia musical, dirigido por Savage Steve Holland e estrelado por Danielle Panabaker e Brenda Song.
Este foi um o primeiro filme do Disney Channel a ter sua trilha sonora lançada comercialmente. O filme teve 3,7 milhões de telespectadores em sua estréia, sendo líder de audiência na televisão a cabo durante sua exibição.

## Sinopse
Com 14 anos, Brittany Aarons (Danielle Panabaker) e suas amigas estão muito entediadas com a monótona vida que levam nos subúrbios, até que recebem a inesperada visita da estrela Jordan Cahill (Taran Killam). O coração de Brittany acelera quando recebe a fabulosa notícia que seu ídolo, o talentoso cantor pop Jordan Cahill, filmará seu novo videoclipe em um lugar que para ela, até este momento era o mais chato do mundo: a sua vizinhança!
Brittany e sua mais nova amiga Natasha (Brenda Song) vão a gravação do videoclipe de Jordan, e quando Jordan e sua equipe estão indo para o ônibus, Brittany esbarra com o melhor amigo de Jordan que estava  com seu celular. Os dois deixam tudo cair no chão, e pegam seus pertences rapidamente e acidentalmente trocam seus celulares, sendo que Brittany fica com o celular de Jordan.
Brittany tenta devolver o telefone, porém sem sucesso, ela e sua amiga Natasha resolvem "aproveitar a oportunidade". Elas acabam descobrindo que a chamativa imagem de Jordan é uma criação de sua gravadora apesar de seu verdadeiro talento como artista e compositor. Quando elas estão prestes a revelar sua verdadeira personalidade, descobrem que não importa onde uma pessoa mora ou o que quer que ela faça, desde que se mantenha fiel a si mesma e às outras pessoas.

## Elenco
- Danielle Panabaker - Brittany Aarons
- Brenda Song - Natasha Kwon-Schwartz
- Taran Killam - Jordan Cahill
- CiCi Hedgpeth - Ashley Simon
- Jennie Garland - Olivia Hooper
- Ryan Belleville - Eddie
- Todd Stashwick - Len
- Kirsten Nelson - Susan Aarons
- Corri English - Jessie Aarons
- Patrick Stogner - Cooper Aarons
- Lara Grice - Mãe da Olivia
- Ric Reitz - David Aarons

## Trilha sonora
A Walt Disney Records lançou uma trilha sonora para promover o filme, sendo a primeira trilha sonora lançada comercialmente para um filme do Disney Channel. O álbum acompanhava um pôster promocional do filme.

### Faixas
1. "A Whatever Life" – Haylie Duff
2. "Good Life" – Jesse McCartney
3. "Stuck" – Stacie Orrico
4. "Over It" – Anneliese van der Pol
5. "Stuck in the Middle With You" – Stealers Wheel
6. "Take Me Back Home" – Greg Raposo
7. "More Than Me" (Acoustic) – Jordan Cahill
8. "On Top of the World" – Jordan Cahill
9. "Make a Wish" – Jordan Cahill
10. "More Than Me" (Pop Version) – Jordan Cahill

### Desempenho nas paradas
| Chart (2004)              | Posição |
| ------------------------- | ------- |
| Billboard 200             | 182     |
| Billboard Top Soundtracks | 14      |
| Billboard Top Kid Audio   | 5       |